# Ислямски брак
Ислямският брак и ислямските брачни обичаи са традиции и практики, които се отнасят до сватбени церемонии и брачни ритуали, преобладаващи в мюсюлманския свят. Въпреки че ислямските брачни обичаи и отношения варират в зависимост от държавата на произход и правителствените разпоредби, както мюсюлманските мъже, така и жените от целия свят се ръководят от ислямските закони и практики, определени в Корана.
Според ученията на Корана съпругът и съпругата са защитник и утешител един другиму. Коранът продължава да обсъжда въпроса за брака и заявява: „И от неговите знамения е, че сътвори за вас съпруги от самите вас, за да намерите спокойствие при тях, и стори помежду ви любов и милост...“ Браковете в рамките на мсюлманската общност са изключително важни. Целта на брака в ислямската култура е да запази религията чрез създаване на семейство.

## Избор на партньор
За разлика от полиандрията, в исляма полигинията е разрешена с определени ограничения. Коранът директно се занимава с въпроса за полигинията в сура 4, аят 3: „...встъпвайте в брак с онези от жените, които харесвате - две и три, и четири. А ако ви е страх, че няма да сте справедливи - с една или с [пленнички] владени от десницата ви. Това е най-малкото, за да не се отклоните“ Пророкът Мохамед приема брака на много съпруги, но само ако задълженията на съпруга не се провалят в резултат на това.
Въпреки че практикуването на полигамия е спаднало в много страни от мюсюлманския свят (например Тунис и Турция, които напълно го забраняват), тя е все още законна в над 150 страни в Африка, Близкия изток и повечето държави от третия свят.
Хомосексуалността е строго забранена в ислямския закон, а мъжката хомосексуалност е категоричено осъдена в Корана. Що се отнася до междурелигиозни бракове, законите за мюсюлманките са много по-ограничени от тези на мъжете, които желаят да се оженят за не-мюсюлманка. Стиховете, които се занимават с междурелигиозни бракове, са Коран 5:5, както и Коран 60:10.
Според ислямската вяра и религия всеки мъж може да има до 4 съпруги, но трябва да се следват някои правила.
- Ако подари нещо на едната, трябва да даде същото нещо и на другите.
- Когато мъжът прави 4 еднакви подаръка – например бижута, трябва да ги измери до последния грам, защото дори и да са 1 грам по-тежки, някоя жена може да каже, че мъжът я е ощетил и може да се разведе.